# Ryczące Shannon
Ryczące Shannon to projekt powstały na przełomie 2004 i 2005 roku z połączenia zespołu szantowego Ryczące Dwudziestki z grającym muzykę celtycką zespołem Shannon. Jak dotąd pod wspólnym logiem wydany został jedynie singel Ryczące Shannon Project.

## Dyskografia
- 2005 Ryczące Shannon Project (singel)

## Skład projektu
- Andrzej Grzela – wokal
- Wojciech Dudziński – wokal
- Janusz Olszówka – wokal
- Andrzej Marciniec – wokal
- Bogdan Kuśka – wokal
- Marcin Rumiński – low whistle, highland bagpipes, uillean pipes, śpiew
- Sebastian Bednarczyk – buzuki, gitara elektryczna
- Bartosz "Kuba" Kondrat – gitara, śpiew
- Marek Kwadrans – bodhran
- Paweł Piórkowski – gitara basowa
- Maciej Pancer – perkusja